# BMW S14
Der BMW S14 ist eine Motorenbaureihe des deutschen Kraftfahrzeugherstellers BMW der primär für den Motorsport als Homologationsmodell vorgesehenen ersten BMW M3 entwickelt wurde.
Es handelt sich dabei um einen DOHC-Reihen-Vierzylinder-Ottomotor in Vierventiltechnik mit Saugrohreinspritzung und Einzeldrosselklappen. Er kam im E30 M3 sowie im speziellen Portugal-und-Italien-Modell BMW 320is der Fahrzeugbaureihe E30 zum Einsatz.
Dem BMW S14 folgte der BMW S50 im E36 M3 nach. Dieser Motor ist eine Neuentwicklung mit anderen Abmessungen (Zylinderabstand, Bohrung, Hub, Außenabmessungen) und einer unterschiedlichen Motorkonzept (Sechs- statt Vierzylinder).

## Geschichte
Dieser Motor baute auf den im Motorsport bereits erprobten M10-Zylinderblock auf und besaß wie dieser einen Zylinderabstand von 100 mm. Auf diesen Zylinderblock wurde versuchsweise ein um zwei Brennräume gekürzter Zylinderkopf des M88/3 gesetzt. Auch die späteren Serien-Zylinderköpfe orientierten sich an der Konzeption, zumal aus den Versuchen zu den vorangegangenen Rennmotoren des Typs M49 und M88 viele Ergebnisse und Erfahrungen vorlagen. Die zwei oben liegenden Nockenwellen werden über eine Duplexkette angetrieben. Die Gemischversorgung erfolgt für jeden Zylinder separat über ein eigenes Saugrohr und Drosselklappe.
Als Serienmotor hatte der S14 im E30 M3 Hubräume von 2,3 (S14B23) und 2,5 (S14B25) Liter mit Leistungen von 143 kW/195 PS bis 175 kW/238 PS, für den Exportmarkt Portugal und Italien gab es aufgrund der dortigen Luxussteuer auf Fahrzeuge mit mehr als 2 Litern Hubraum einen auf ebendiesen Hubraum reduzierten S14B20, was durch einen auf 72,6 Millimeter verringerten Hub erreicht wurde. Durch Erhöhung der Verdichtung (auf 10,8 :1) leistete diese Version immerhin noch 141 kW/192 PS.
Im Renneinsatz entwickelte der S14 in der ersten Ausbaustufe als 2,3 l rund 220 kW/300 PS, der ab 1990 eingesetzte 2,5 l erreichte sogar bis zu 264 kW/360 PS.
Der Vierzylindermotor hat eine fünffach gelagerte Kurbelwelle, die aufgrund ihrer kurzen Baulänge unempfindlich gegen Dreh- und Biegeschwingungen bei den im Motorsport üblichen sehr hohen Drehzahlen ist. Die Eingangsventilbohrung des übernommenen Zylinderkopfs wurde auf 37,5 mm vergrößert und die Ventile neigen sich um 18°. Die Auslassventile stehen mit 32 mm Durchmesser und 20° Neigung somit in einem fast perfekten V gegenüber, um einen schnellen Ladungswechsel zu gewährleisten. Weitere Leistungssteigerungen wurden durch Erleichterung der Kolben mit eingefrästen Ventiltaschen erreicht sowie einem Ölkühler. Die Ölwanne ist mit einem sogenannten Ölhobel ausgestattet um die bewegten Ölmengen zu beruhigen. Dieser Ölhobel sitzt zwischen dem Kurbelwellenbereich und dem Ölsumpf.
Gesteuert wird der Motor von einer Digitalen Motor-Elektronik (DME), die vollautomatisch das Kaltstartverhalten ohne Kaltstartventil einstellt, sowie je nach Höhenlage den Zündwinkel und/oder die Gemischbildung anpasst.

## Daten
| Motor                  | Hubraum          | Ventile/Zyl. | Bohrung × Hub     | Verdichtung | Leistung bei 1/min       | Drehmoment bei 1/min | Bauzeit   | Kat      |
| ---------------------- | ---------------- | ------------ | ----------------- | ----------- | ------------------------ | -------------------- | --------- | -------- |
| S14B20                 | 2,0 l (1990 cm3) | 4            | 93,4 mm × 72,6 mm | 10,8 : 1    | 141 kW (192 PS) bei 6900 | 210 Nm bei 4900      | 1987–1989 | ohne Kat |
| S14B23                 | 2,3 l (2302 cm3) | 4            | 93,4 mm × 84,0 mm | 10,5:1      | 143 kW (195 PS) bei 6750 | 230 Nm bei 4750      | 1986–1989 | mit Kat  |
| S14B23                 | 2,3 l (2302 cm3) | 4            | 93,4 mm × 84,0 mm | 10,5:1      | 147 kW (200 PS) bei 6750 | 240 Nm bei 4750      | 1986–1989 | ohne Kat |
| S14B23                 | 2,3 l (2302 cm3) | 4            | 93,4 mm × 84,0 mm | 10,5:1      | 158 kW (215 PS) bei 6750 | 230 Nm bei 4600      | 1989–1991 | mit Kat  |
| S14B23 Evo II          | 2,3 l (2302 cm3) | 4            | 93,4 mm × 84,0 mm | 11,0:1      | 162 kW (220 PS) bei 6750 | 240 Nm bei 4740      | 1987–1988 | ohne Kat |
| S14B25 Sport Evolution | 2,5 l (2467 cm3) | 4            | 95,0 mm × 87,0 mm | 10,2:1      | 175 kW (238 PS) bei 7000 | 240 Nm bei 4750      | 1990      | mit Kat  |

## Verwendung
- S14B20
  - 1988–1990 im BMW E30 als 320is[2]
- S14B23
  - 1986–1990 im BMW E30 als M3
- S14B25
  - 1990 im BMW E30 als M3 Sport Evolution[1]